# Gavin Rossdale
Pour les articles homonymes, voir Gavin.
Gavin Rossdale, né le 30 octobre 1965 à Londres, est le chanteur, guitariste et compositeur du groupe britannique Bush. En 2017, il est membre du jury de The Voice UK.

## Biographie

### Bush(1994 - )
Bush est un groupe de rock britannique fondé en 1992. 
En 1994, le groupe sort son premier album nommé Sixteen Stone, vendu à plus de 6 millions d'exemplaires rien qu'aux États-Unis. De nombreux singles sont issus de ce premier album : Everything Zen, Little Things, Comedown, Machinehead, Glycerine.
En 1996, le groupe revient avec un deuxième album très attendu, nommé Razorblade Suitcase. Le premier single de l'album, Swallowed, est un tube (il entre notamment dans les charts anglais). L'album est un succès et se vend à plus de 3 millions d'exemplaires aux États-Unis.
En 1997 sort Deconstructed, un album de chansons remixées par différents artistes dont Tricky.
En 1999, Bush revient avec un nouvel album studio, The Science of Things. Le premier single de l'album est The Chemicals Between Us, puis suivra Letting The Cables Sleep. En 2001, Bush sort un nouvel album, Goldenstate, qui ne connaît pas le même succès que les précédents. À la suite de quoi le groupe ne sort plus d'album et les différents membres travaillent sur d'autres projets.
Gavin Rossdale travaille notamment sur plusieurs bandes originales de film et fonde le groupe Institute. Un best-of sort en 2005 : Zen X Four.
Le 25 juin 2010, Gavin Rossdale annonce le grand retour de Bush avec le nouveau single Afterlife et la sortie pour l'été de l'album Everything Always Now.

## Carrière musicale
En 2002, après avoir vendu 15 millions d'albums avec le groupe Bush, Gavin Rossdale sort son premier titre solo Adrenaline, écrit pour le film xXx. Puis il chante avec le groupe Blue Man Group la chanson titre du film Terminator 3 : Le Soulèvement des machines, dont il a composé plusieurs chansons.
Institute, nouvelle formation montée par Gavin Rossdale, sort le 14 septembre 2005 un album sur le label Interscope Records intitulé Distort yourself, produit par Page Hamilton.
Le premier avril 2008 sort son single Love remains the same. Ce single annonce son premier album solo qui sort le 3 juin 2008 chez Interscope Records.
Il est aussi acteur et joue notamment le rôle de Balthazar dans le film Constantine (VQ : Claude Gagnon) .

## Vie privée
Il a eu une relation avec Marilyn (en) dans les années 80. 
Il a été marié avec la chanteuse Gwen Stefani, avec qui il a eu trois enfants : Kingston James McGregor, né le 26 mai 2006, Zuma Nesta Rock, né le 21 août 2008, et Apollo Bowie Flynn. Après 13 ans de mariage, le couple annonce son divorce en août 2015. Ce dernier a été prononcé le 25 octobre 2015.
Il a aussi eu une fille avec la top model Pearl Lowe (en), le mannequin Daisy Lowe, née en 1989. Parrain de la jeune fille, il n'a su la vérité qu'en 2004.

## Discographie

### Période Bush
- 1994 : Sixteen Stone (Trauma (en)/Interscope/Atlantic)
- 1996 : Razorblade Suitcase (Trauma (en)/Interscope)
- 1997 : Deconstructed (Trauma (en)/Interscope)
- 1999 : The Science of Things (Trauma Records (en)/Interscope Records)
- 2001 : Goldenstate (Atlantic Records)
- 2004: The Best of: 1994-1999 (SPV GmbH) Compilation
- 2005 : Zen X Four (Kirtland Records (en)) Album Live
- 2010 : Everything Always Now
- 2011 : The Sea Of Memories
- 2014 : Man on the Run
- 2017 : Black and White Rainbows
- 2020 : The Kingdom
- 2022: The Art Of Survival

### Période Institute
- 2005 : Distort Yourself (Interscope Records)

### Carrière solo
Album : 
- 2008 : WANDERlust (Interscope)

Singles : 
- 2002 : Adrénaline (bande son de xXx)
- 2008 : Love Remains the Same (de l'album WANDERlust) (Interscope)
- 2010 : End of Me (Apocalyptica - 7th Symphony) → https://www.youtube.com/watch?v=s7Ez4d8wOFM
- 2010 : Bang a Gong (Santana - Guitar Heaven - The Greatest Guitar Classics of All Time)

Apparition : 
- 2003 : The Current du Blue Man Group (Lava Records/Atlantic Records)

## Filmographie

### Cinéma
- 2005 : Le Match de leur vie de David Anspaugh : Stanley Mortenson
- 2005 : Constantine de Francis Lawrence : Balthazar
- 2013 : The Bling Ring de Sofia Coppola : Ricky

### Télévision
- 2009 : Esprits criminels (saison 5, épisode 7) : Dante/Paul Davies
- 2011 :  Burn Notice (saison 5, épisode 8) : Armand